# Camillo Zampieri
Camillo Zampieri, né à Imola le 22 août 1701 et mort le 11 janvier 1784 à Bologne, est un littérateur italien.

## Biographie
Né en 1701, à Imola, d’une famille patricienne, il acheva ses études à Bologne, au collège des Nobles, dont la direction était confiée aux jésuites. Il étudia les langues anciennes, la philosophie, la théologie et les sciences physiques ; mais il s’attacha surtout à la culture des lettres ; et, si l’on en croit les critiques italiens, il égala souvent dans ses vers les plus beaux génies de l’antiquité romaine. Ayant fixé sa demeure à Bologne, il y fut inscrit dans le livre de la noblesse, et admis à la Quarantie (au sénat). Son ardeur pour l’étude ne le dispensa pas d’acquitter sa dette envers sa nouvelle patrie ; nommé ambassadeur près le Saint-Siège, il remplit ensuite jusqu’à vingt-quatre fois la charge de gonfalonnier. Le comte Zampieri parvint à un âge très-avancé, et mourut le 11 janvier 1784. Camillo Zampieri était membre de l'Académie d'Arcadie, sous le nom de Alceta Eseno.

## Œuvres
Outre des notes dans l’ouvrage intitulé Produzioni naturali che si ritrovano nel Museo Ginanni, on a de Zampieri :
- Poesie latine e italiane , Plaisance, 1755, in-8° ;
- Giobbe esposto in ottava rima, poema, ibid., 1763, in-4° ;
- Carminum libri quinque, ibid., 1771, in-4° ;
- Tobbia ovvero della educazione, etc., Cagliari, 1778, in-4°. Dans ce poème écrit en vers sciolti, l’auteur s’est proposé de donner un système d’éducation conforme aux maximes des Livres saints. Cet ouvrage, très-estimable par le fond des idées, ainsi que par l’élégance du style, est précédé d’une dissertation intéressante sur les vers sciolti.
- Poesie liriche italiane : Opera postuma, ibid., 1784, in-4°. Girolamo Ferri, professeur d’éloquence à l’Université de Ferrare, a publié l’éloge de Camillo Zampieri dans le Giornale di Pisa, t. 55, p. 168; Fabroni, sa vie en latin dans les Vitæ Italor., t. 12, p. 355, et le P. Paciaudi, son Éloge en latin, Parme, 1784, et dans le Giornale letterario du P. Contini, même année, p. 1065.